# Adelina Morelli
Adelina Morelli (Buenos Aires, 17 de agosto de 1898 - Buenos Aires, 1950) fue una destacada soprano argentina.

## Biografía
Nació en Buenos Aires el 17 de agosto de 1898. Estudió piano y se graduó como concertista con medalla de oro. Su debut como cantante lírica fue en 1918 en la ciudad de Montevideo cantando Rigoletto.
En 1922 debutó en el teatro Colón. Luego actuó en varias ciudades de la Argentina, en el Teatro Opera y en el Teatro Coliseo. También actuó en la ciudad de Río de Janeiro.
El 26 de septiembre de 1925 fue la protagonista del estreno de Fedra, música de escena de María Isabel Curubeto Godoy, en el Teatro Colón.
En 1931 tuvo gran éxito en una representación de L'elisir d'amore acompañando a Tito Schipa en Montevideo.
Intervino en numerosas representaciones en el Teatro Colón actuando tanto como solista en conciertos cantando La novena sinfonía de Beethoven, la Misa solemne de Beethoven y El retablo del maese Pedro de Manuel de Falla.
Se dedicaba a la música de cámara y realizó varias audiciones en distintas sociedades culturales.
Representó muchas óperas en el Teatro Colón a partir de 1923.
Cantó en Lucía de Lammermoor, La leyenda de Sakúntala, La Sonámbula, Nazdah, Thais, Hansel y Gretel, La Boheme, Andrea Chenier, Loreley, Afrodita, La italiana en Argel, Las Bodas de Fígaro, Orfeo, El zar saltan, Carmen, Don Pasquale, I Pagliacci, Hamlet, Tosca, Fra Gherardo, La Wally, La Walkyria, El secreto de Susana, Fuegos de San Juan, El matrimonio secreto, Francesca da Rimini, El ruiseñor, Madame Butterfly y otras.